# 三角形二
三角形二，拜耳名稱為南三角座β，拉丁化的名稱為β Trianguli Australis，是在南天星座南三角座的一對雙星。它距離地球大約是40.37光年（12.38秒差距），視星等為+2.85等。這顆恆星在天球上有相對較高的自行速率。它是一顆F型主序星，恆星分類為F1V。三角形二的光學伴星視星等14等，角距離155弧秒。
史匹哲太空望遠鏡進行的觀測揭示了這顆恆星的過量紅外發射。這表明該系統中存在星周物質，使其成為岩屑盤的候選者。這顆恆星可能是繪架座β移動星群的成員，這是一個由大約17顆恆星組成的星群，它們有著共同的起源和相似的空間運動。如果它是這一群體的成員，那麼三角形二的年齡約為1,200萬年；與星群本身相同。

## 現代遺產
三角形二出現在巴西國旗上，象徵聖卡塔琳娜州。